# Don S. Davis
Don S. Davis (ur. 4 sierpnia 1942 w Aurora w Missouri, zm. 29 czerwca 2008 w Gibsons w Kanadzie) – amerykański aktor charakterystyczny, wykładowca, malarz, były żołnierz armii amerykańskiej.
Najbardziej znany był z ról w serialach Miasteczko Twin Peaks i Gwiezdne wrota.

## Życiorys
Rozpoczął pracę w przemyśle filmowym w latach 80. Na początku był nauczycielem aktorstwa, uzyskał tytuł magistra. Później zaczął się pojawiać przed kamerą i stał się kultową postacią produkcji telewizyjnych dzięki rolom w filmach takich jak: Majora Garlanda Briggsa w Miasteczku Twin Peaks, generała George’a S Hammonda w serialu Gwiezdne wrota i ojca agentki Scully w Z Archiwum X.
Ze względu na fizyczne podobieństwo bywa mylony z aktorem Daną Elcarem, grającym postać Petera Thortona w serialu MacGyver. Davis także wystąpił w tym serialu, ale tylko gościnnie w dwóch odcinkach.
Davis zmarł w dniu 29 czerwca 2008 roku na atak serca.

## Filmografia
- 1994: Lawina (Avalanche) jako Whitney; film TV
- 2008: Kochać i umrzeć, film TV